# 부산광역시학생교육문화회관
부산광역시학생교육문화회관(釜山廣域市學生敎育文化會館, Busan Educational and Cultural Center for Student)은 다양한 체험활동으로 건전한 학생교육문화를 창달하기 위하여 부산광역시교육청 산하에 설치된 직속기관이다.
관장은 지방부이사관으로 보한다.

## 연혁
- 2000년 3월 1일: 개관

## 조직
관장
- 운영부
- 총무부